# Serge Rahoerson
 (septembre 2010).
Si vous disposez d'ouvrages ou d'articles de référence ou si vous connaissez des sites web de qualité traitant du thème abordé ici, merci de compléter l'article en donnant les références utiles à sa vérifiabilité et en les liant à la section « Notes et références ».
Serge Rahoerson est un musicien multi-instrumentiste de jazz et chef de formation né en 1947 à Madagascar.
Après un début de carrière précoce, son expérience en tant que leader de groupe l'a emmené à jouer avec un nombre considérable des plus grands noms du jazz de la fin du XXe siècle et du début du XXIe siècle, à travers des jams sessions et les nombreux festivals internationaux auxquels sa femme, la chanteuse de jazz Nivo Rahoerson et lui ont participé. 
Serge Rahoerson est historiquement le plus jeune malgache à avoir participé à un festival de jazz international (14 ans à Antibes-Juan-les-Pins en 1961)
L'une de ses compositions, Avaradoha (1972) paru en France sur un album de Jef Gilson, est devenu un Hit [réf. nécessaire]. C’est également le premier morceau de jazz joué sur un rythme de Madagascar, le ba gasy (ou salegy, de signature rythmique 12/8), ce qui fait de lui le précurseur de la fusion de la musique malagasy avec le jazz…

## Discographie

### Serge & Nivo Rahoerson
- 1986 : Nivo+Serge Rahoerson Trio  - Carol Vadon
- 1990 : Nivo & Serge Rahoerson Group  - Carol Vadon (avec Solo Andrianasolo à la guitare)
- 1998 : Nivo & Serge Rahoerson Group : No Need To Worry - Dave Wood and Joe Colloca
- 2007 : Serge & Nivo Rahoerson : Tough Choices - Dave Wood

### Nivo Rahoerson (chant)
- 1988 : Amoureuse de toi - Carol Vadon
- 2008 : Disco Featuring DJ Mila (Bande originale du film "Disco"- Columbia

### Avec Jef Gilson
- 1972 : Jef Gilson et Malagasy - Palm Record (Serge Rahoerson : ts)

### Avec Butch Morris, Phillippe Maté, Jean-Charles Capon
- 1975 : Butch Morris, Phillippe Maté, Jean-Charles Capon & Serge Rahoerson - Palm Record (Serge Rahoerson : ts & dr)

### Avec Patrick Saussois
- 1996 : The Good life - Djazz Records (Serge Rahoerson : p, a & ts)

### Avec Jean-Paul Amouroux
- 1999 : Orchestral Boogie, vol.1 & 2 - Swing Land